# يوهانس هيربر
يوهانس هيربر (بالألمانية: Johannes Herber)‏ مواليد 17 يناير 1983، هو لاعب كرة سلة ألماني سابق بدأ مسيرته الاحترافية في سنة 1999. يبلغ طوله 6 قدم 5.75 بوصة (2.0 م).

## فرق لعب لها
- ألبا برلين
- تايغرز توبينغن
- سكايلاينرز فرانكفورت

## روابط خارجية
- يوهانس هيربر على موقع الاتحاد الدولي لكرة السلة (الإنجليزية)
- يوهانس هيربر على موقع كرة السلة الأوروبية.كوم (الإنجليزية)
- يوهانس هيربر على موقع كلية كرة السلة في سبورتس رفرنس.كوم (الإنجليزية)
- يوهانس هيربر على موقع ريلجم (الإنجليزية)
- يوهانس هيربر على موقع بروبوليرز (الإنجليزية)
- يوهانس هيربر على موقع سبورتس رفرنس (الإنجليزية)